# 五十嵐忠悦
五十嵐 忠悦（いがらし ちゅうえつ、1947年（昭和22年）7月18日 - ）は、日本の政治家。秋田県横手市長を2期、旧横手市長を3期務めた。

## 人物
武蔵大学経済学部を卒業後、都内の印刷会社勤務を経て帰郷。家業の印刷業に従事する。
1997年、当時の横手市長・寺田典城が秋田県知事選挙に立候補するため、市長を退職。寺田の退職に伴って実施された横手市長選挙に立候補し、初当選した。2001年にも再選され、2005年には無投票で3選。
2005年10月1日、旧横手市と増田町・平鹿町・雄物川町・大森町・十文字町・山内村・大雄村の8町村が対等合併し、新・横手市が誕生。それに伴い10月23日に実施された市長選挙で旧平鹿町長の柿崎幹夫ら2候補を破り、新市の市長として初当選。
2009年にも再選され、横手やきそばによるまちおこしやJR横手駅前の再開発、首都圏への農産物の売り込みなどで実績を積み上げた。
2013年10月、3選を目指して立候補するも485票差で新人の高橋大に敗れた。落選に至った要因として、合併の是非や合併相手の選択をめぐって住民同士が対立した町村部では、市政運営に関し不満が根強かったことや、トップダウン的な行政手法、さらには当選した場合に旧横手市から合わせて6期20年となる多選が批判されていたことなどが挙げられている。
2017年10月15日に行われた市長選挙に挑むも、現職の高橋に敗れ落選した。
2023年（令和5年）春の叙勲で旭日小綬章を受章した。

## 経歴
- 1966年3月　秋田県立横手高等学校卒業
- 1970年3月　武蔵大学経済学部卒業
- 1984年1月　（社）横手青年会議所理事長
- 1986年1月　（社）日本青年会議所東北地区秋田ブロック協議会会長
- 1997年4月　寺田典城の退職に伴い実施された旧・横手市長選挙に立候補し、初当選。以後3期連続当選
- 2005年9月　市町村合併により新・横手市が誕生し、旧・横手市長を退職。
  - 10月　新・横手市長選挙に立候補し、当選
- 2009年10月　横手市長再選
- 2013年10月　3選目指すも落選
- 2017年10月　市長選落選

## 親族
- 父：五十嵐忠次郎（秋田県議会議員）[7]